# 費皮克洛
費皮克洛（Ferpicloz）是瑞士的城鎮，位於該國西部，由弗里堡州負責管轄，面積1.01平方公里，70.1%面积用于农作物种植 。2011年人口264，八成半人口信奉羅馬天主教，人口密度每平方公里261人。